# Southend United F.C.
Southend United Football Club er en engelsk fodboldklub fra Prittlewell, Southend-on-Sea, Essex, som spiller i den femtebedste engelske række National League.

## Historie
Klubben blev dannet i 1906 og spillede i Southern League indtil 1920, hvor klubben var med til at danne Third Division. I denne liga blev klubben nr. 3 i 1932 og 1950, hvilket var de bedste placeringer indtil 1991. I 1966 oplevede Southend United sin første nedrykning, da klubben rykkede ned i Fourth Division. Klubben rykkede op igen i 1972 som nr. 2 efter Grimsby Town. I 2006 rykkede klubben for første gang op i den næstbedste engelske række, The Championship, men allerede året efter rykkede den ned igen.

## Stadion
Southend United spiller for tiden på Roots Hall stadion, hvor der er plads til ca. 12.000 tilskuere. Denne banes fremtid har dog været tvivlsom, da den blev solgt i 1998, og der er derfor planer om at bygge et nyt stadion med 22.000 siddepladser ved Fossets Farm.